# Troppauer Kulturehrengabe
Die Troppauer Kulturehrengabe war ein Kultur- bzw. Literaturpreis der Stadt Troppau.
Die einzige Verleihung erfolgte im Jahr 1944 an den aus Jägerndorf stammenden Bibliothekar und Schriftsteller Dr. phil. Robert Hohlbaum, der zu diesem Zeitpunkt in Weimar lebte.